# Blue Devil
Pour les articles homonymes, voir Blue Devil (homonymie).
Blue Devil est un personnage de fiction créé en 1984 par Dan Mishkin, Gary Cohn, Paris Cullins pour DC comics et inspiré d'un personnage de comics des années 1960 qui rendait hommage à un club omnisports universitaire existant depuis le début des années 1950, de l'université Duke à Durham (Caroline du Nord) : le Duke Blue Devils.

## Biographie du personnage
Daniel Patrick Cassidy était cascadeur et ingénieur en effet spéciaux notamment connu pour The Battle of the Las Vegas Showgirls et Space Ninja. Il engagé par son amie Marla Bloom pour créer et interpréter le personnage principal du nouveau film du Verner Bros. Studio, Blue Devil. Cassidy étant spécialisé dans les effets mécaniques et cybernétiques, il crée un costume doté d'un exosquelette motorisé et de dispositifs pyrotechniques intégrés ainsi qu'un trident propulsé par une fusée pour lui permettre de voler.
Lors du tournage sur la mystérieuse Île du Diable, Wayne Tarrant, le "héros" du film, et sa co-star Sharon Scott, libère accidentellement un démon nommé Nebiros. Ce dernier prend Cassidy pour un démon ennemi et l'attaque. Grâce à l'équipe de tournage, Cassidy réussit à renvoyer Nebiros dans son antre mais il est touché par une explosion d'énergie démoniaque qui greffe le costume à son corps.
Afin de se débarrasser de son costume éternel, Cassidy fait appel à ses amis de S.T.A.R. Labs ainsi qu'au Dr Jenet Klyburn. Il se retrouve rapidement impliqué dans des conflits contre des super-méchants tels que Metallo ou le Trickster,. Il fait également face de temps en temps à Nebiros, le bannissant à chaque fois dans sa dimension souvent avec l'aide de magiciens tels que Madame Xanadu ou Zatanna. Ne se considérant, au départ, pas comme un super-héros Cassidy se fait peu à peu à sa nouvelle vie sous le nom de Blue Devil. Il rencontrera plus tard Kid Devil alias Eddie Bloomberg, le neveu de Marla Bloom, qui deviendra son acolyte. Après une aventure avec Cain et Abel ceux-ci l'invite à séjourner à la Maison de l'Étrange.

### Retraite
Après avoir rejoint le reste de la communauté héroïque pour combattre l'Anti-Monitor lors des évènements de Crisis on Infinite Earths, Blue Devil découvre qu'il a de moins en moins d'ennemi à combattre, et prend alors une semi-retraite. Même lorsque sa sœur cadette Frankie se révèle être un agent dormant des Manhunters, il n'a pas participé publiquement à Millennium ni à aucun des événements majeurs ultérieurs au cours desquels la communauté des super-héros s'est regroupée.

### Retour
Plusieurs années s'écoulent, la carrière de Cassidy s'épuise. Sentant une opportunité lorsque la Ligue de justice d'Amérique a institué une politique d'adhésion de porte ouverte, parrainée par la mystérieuse organisation connue sous le nom d'Arcana, Blue Devil sort de sa retraite et rejoint l'équipe afin de faire un « retour » en tant que célébrité. Même s'il était à peine toléré par certains des membres les plus sérieux de l'équipe, Cassidy se lance dans une quête visant à augmenter à la fois ses pouvoirs et sa fortune.
Il apprend que la vie n’est pas sans sacrifice, ni ironie. Ses rencontres répétées avec des démons solitaires l’amène à se transformer en pur démon. Avec le trident de Lucifer, Blue Devil erre sur terre et chasse des démons qu'il renvoie en enfer.

## Autres médias
- Swamp Thing (série TV, 2019), incarné par Ian Ziering ;
- La Ligue des justiciers : Nouvelle Génération (série TV, 2010), épisode 14, saison 1 ;
- Harley Quinn (série TV, 2019), épisode 10, saison 3.